# Ledince
Ledince (szerbül Лединци / Ledinci) falu Szerbiában, a Vajdaságban, a Dél-bácskai körzetben, Újvidék községben.

## Népesség

### Demográfiai változások
| 1948 | 1953 | 1961 | 1971 | 1981 | 1991 | 2002 |
| ---- | ---- | ---- | ---- | ---- | ---- | ---- |
| 465  | 531  | 675  | 795  | 1137 | 1280 | 1641 |